# Brookdale (Karolina Południowa)
Brookdale – jednostka osadnicza w Stanach Zjednoczonych, w stanie Karolina Południowa, w hrabstwie Orangeburg.